# Grote Masloot
De Grote Masloot is een beek in het noorden van de Nederlandse provincie Drenthe.
De beek begint even ten westen van Vries, waar de kleinere beekjes Smeerveenscheloop en Benkoelenloop samen komen. De beek loopt vervolgens langs Donderen, het Bongeveen en door Peize, om daarna net ten noordwesten van Peize uit te monden in het Peizerdiep.
De Grote Masloot behoorde vroeger tot het stroomgebied van het Eelderdiep. Tijdens de ruilverkaveling is echter besloten om een nieuwe geul te graven, om zo de beek uit te laten monden in het Peizerdiep.